# Joel Jorquera
Joel Jorquera Romero (Castelldefels, 19 agosto 2000) è un calciatore spagnolo, attaccante del Moreirense.

## Carriera
Ha iniziato a giocare a calcio con il CE Europa, dove ha debuttato il 28 aprile 2019 nell'incontro di Tercera División vinto 2-1 contro il Cerdanyola del Vallès. A fine stagione è stato definitivamente promosso in prima squadra, dove ha trovato il primo gol il 13 ottobre contro il Santfeliuenc. Nel 2020 è stato acquistato dal Cadice che lo ha ceduto in prestito per una stagione al L'Hospitalet. Rientrato al club andaluso, ha trascorso una stagione e mezza con la squadra B in quarta divisione prima di passare a titolo definitivo all'Eldense. Con i rossoblù ha centrato la promozione in Segunda División contribuendo alla causa con 2 reti in 15 incontri ottenendo il rinnovo anche per la stagione successiva.
Il 27 gennaio 2025 ha lasciato la Spagna ed ha firmato un contratto di due anni e mezzo con il Moreirense.

## Statistiche

### Presenze e reti nei club
Statistiche aggiornate al 6 marzo 2025.
| Stagione         | Squadra          | Campionato       | Campionato | Campionato | Coppe nazionali | Coppe nazionali | Coppe nazionali | Coppe continentali | Coppe continentali | Coppe continentali | Altre coppe | Altre coppe | Altre coppe | Totale | Totale | Totale |
| Stagione         | Squadra          | Comp             | Pres       | Reti       | Comp            | Pres            | Reti            | Comp               | Pres               | Reti               | Comp        | Pres        | Reti        | Pres   | Reti   |        |
| ---------------- | ---------------- | ---------------- | ---------- | ---------- | --------------- | --------------- | --------------- | ------------------ | ------------------ | ------------------ | ----------- | ----------- | ----------- | ------ | ------ | ------ |
| 2018-2019        | CE Europa        | TD               | 4          | 0          | CR              | 0               | 0               | -                  | -                  | -                  | -           | -           | -           | 4      | 0      |        |
| 2019-2020        | CE Europa        | TD               | 21         | 3          | CR              | 0               | 0               | -                  | -                  | -                  | -           | -           | -           | 21     | 3      |        |
| Totale CE Europa | Totale CE Europa | Totale CE Europa | 25         | 3          |                 | 0               | 0               |                    | -                  | -                  |             | -           | -           | 25     | 3      |        |
| 2020-2021        | L'Hospitalet     | SDB              | 26         | 1          | CR              | 1               | 0               | -                  | -                  | -                  | CC          | 1           | 0           | 28     | 1      |        |
| 2021-2022        | Cadice B         | SDR              | 28         | 2          | -               | -               | -               | -                  | -                  | -                  | -           | -           | -           | 28     | 2      |        |
| 2022-gen. 2023   | Cadice B         | SF               | 16         | 3          | -               | -               | -               | -                  | -                  | -                  | -           | -           | -           | 16     | 3      |        |
| Totale Cadice B  | Totale Cadice B  | Totale Cadice B  | 44         | 5          |                 | -               | -               |                    | -                  | -                  |             | -           | -           | 44     | 5      |        |
| gen.-giu. 2023   | Eldense          | PF               | 15         | 2          | CR              | 0               | 0               | -                  | -                  | -                  | -           | -           | -           | 15     | 2      |        |
| 2023-2024        | Eldense          | SD               | 25         | 0          | CR              | 2               | 0               | -                  | -                  | -                  | -           | -           | -           | 27     | 0      |        |
| 2024-gen. 2025   | Eldense          | SD               | 16         | 2          | CR              | 3               | 0               | -                  | -                  | -                  | -           | -           | -           | 19     | 2      |        |
| Totale Eldense   | Totale Eldense   | Totale Eldense   | 56         | 4          |                 | 5               | 0               |                    | -                  | -                  |             | -           | -           | 61     | 4      |        |
| feb.-giu. 2025   | Moreirense       | PL               | 4          | 0          | CP+CdL          | 0               | 0               | -                  | -                  | -                  | -           | -           | -           | 4      | 0      |        |
| Totale carriera  | Totale carriera  | Totale carriera  | 154        | 13         |                 | 6               | 0               |                    | -                  | -                  |             | 1           | 0           | 161    | 13     |        |